# 트램폴린 (음악 그룹)
트램폴린은 대한민국의 일렉트로니카 대표 뮤지션이다. 현재는 차효선이 원맨 프로젝트로 활동 중이다.
트램폴린의 정규 3집 'MARGINAL'은 제작 당시, DJ 소울스케이프와 공동으로 프로듀싱 작업이 이루어졌으며 제13회 한국대중음악상 최우수 댄스&일렉트로닉 음반 부문에 선정되었고 타이틀곡인 'Polygamy'는 최우수 댄스&일렉트로닉 노래 부문에서 노미네이트되었다.

## 발매 앨범
- 1집. Trampauline
- 2집. This Is Why We Are Falling For Each Other
- 3집. MARGINAL

## 참여 앨범
- 1995 (Japanese Special Single)
- Such a Clown
- Boxer's Wife